# Cyperns president
Cyperns president är stats- och regeringschef i Republiken Cypern. Ämbetet bildades 1960 efter att Cypern blev självständigt från Storbritannien. 
Nikos Christodoulides är Cyperns president sedan 28 februari 2023.

## Lista över Republiken Cyperns presidenter (1960–idag)

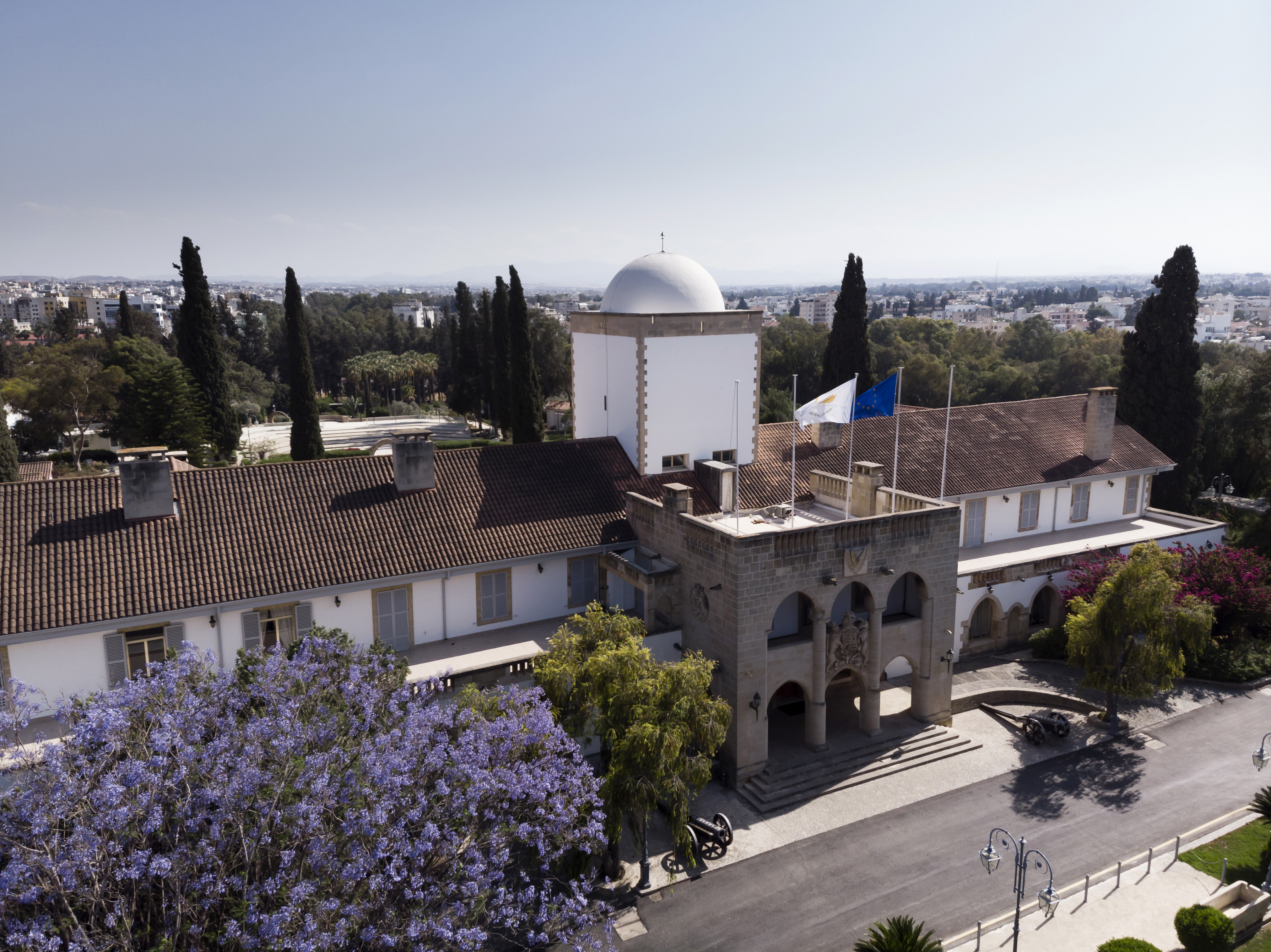
Presidentpalatset.

| Nr  | Namn                                 | Bild | Tillträdde                   | Avgick                          | Politisk parti                      |
| --- | ------------------------------------ | ---- | ---------------------------- | ------------------------------- | ----------------------------------- |
| 1   | Ärkebiskop Makarios III              |      | 16 augusti 1960              | 15 juli 1974 (avsatt)           | Inget                               |
| —   | Glafkos Klerides (ställföreträdande) |      | 23 juli 1974                 | 7 december 1974                 | United Unified Party                |
| (1) | Ärkebiskop Makarios III              |      | 7 december 1974 (återställd) | 3 August 1977 (avled i ämbetet) | Inget                               |
| 2   | Spyros Kyprianou                     |      | 3 september 1977             | 28 februari 1988                | Dimokratikó Kómma                   |
| 3   | George Vasiliou                      |      | 28 februari 1988             | 28 februari 1993                | Enomeni Dimokrates                  |
| 4   | Glafkos Klerides                     |      | 28 februari 1993             | 28 februari 2003                | Demokratisk samling                 |
| 5   | Tassos Papadopoulos                  |      | 28 februari 2003             | 28 februari 2008                | Dimokratikó Kómma                   |
| 6   | Dimitris Christofias                 |      | 28 februari 2008             | 28 februari 2013                | Arbetande folkets progressiva parti |
| 7   | Nicos Anastasiades                   |      | 28 februari 2013             | 28 februari 2023                | Demokratisk samling                 |
| 8   | Nikos Christodoulides                |      | 28 februari 2023             | Nuvarande innehavare            | Inget                               |